# Toni, la chef
Toni, la chef es una telenovela estadounidense con elenco latinoamericano, es producida por Nickelodeon Latinoamérica y rodada en Miami. Estrenó el 4 de mayo de 2015, con un preestreno el 29 de abril de 2015 mediante ClaroVideo con sus tres primeros capítulos. La serie finalizó el 9 de julio de 2015 y fue añadida a Paramount+ en 2023. Es protagonizada por la actriz colombiana Ana María Estupiñán y por los actores mexicanos Patricio Gallardo y Luis Álvarez Lozano, con las participaciones antagónicas de Josette Vidal y Jonathan Freudman.

## Sinopsis
Esta serie sigue las aventuras de Toni Parra, una adolescente audaz y rebelde, que tiene una pasión por la cocina, así como una gran habilidad para meterse en problemas. Tan pronto como se traslada a Miami a vivir con su abuela Dolores, Toni se enfrentará a un nuevo mundo en el que nada es lo que aparenta. Las especias "mágicas" (utilizadas por su padre antes de fallecer) y condimentos utilizados para cocinar tienen efectos inesperados. El restaurante vecino, "Fuccinelli", dirigido por Frenchie y Sara Fuccinelli, le ha declarado la guerra al restaurante, a Toni y a su abuela, ellos intentan continuamente "domarla". 
Toni está enamorada de Leandro, pero al final Toni se da cuenta de que está enamorada de Nacho, su mejor amigo, con el que se besa después de perder el concurso de la chef Lorena García, en el cual ganó Sara Fuccinelli,porque Frenchie, su hermano, hizo trampa tirando la carne de Toni a la basura.

## Reparto
- Ana María Estupiñán como Antonia "Toni" Parra Velázquez.
- Patricio Gallardo como Ignacio José "Nacho" Rosales.
- Josette Vidal Restifo como Sara Fuccinelli.
- Luis Álvarez Lozano como Leandro Miranda.
- Jonathan Freudman como Frenchie Fuccinelli.
- Ángela Rincón como Olivia González.
- Alma Matrecito como Diana Ochoa.
- Lucía Gómez-Robledo como Teresa Forlán.
- Sandra Destenave como Esther.
- Alejandro Toro como Gaucho.
- Jorge Eduardo García como Dante Betancourt.
- Alison García como Natalia Parra Velázquez.
- Jeannette Lehr como Dolores Parra.
- Carlos Acosta-Milian como Director de TV.
- Beatriz Valdés como Ángela.
- Lili Rentería como Betty.
- Samuel Sadovnik como Bigotes Ochoa.

## Episodios
| # Ep. | Título                                      | Emisión original    | Prod. |
| ----- | ------------------------------------------- | ------------------- | ----- |
| 1     | «Una Chef suelta en Miami»                  | 4 de mayo de 2015   | 101   |
| 2     | «Tres disculpas con Chocolate»              | 5 de mayo de 2015   | 102   |
| 3     | «Un Pescadito llamado Chupis»               | 6 de mayo de 2015   | 103   |
| 4     | «Apuesto a Cocinar»                         | 7 de mayo de 2015   | 104   |
| 5     | «La Cueva de Toni»                          | 11 de mayo de 2015  | 105   |
| 6     | «Ajuste de Cuentas»                         | 12 de mayo de 2015  | 106   |
| 7     | «Sara, la Chef»                             | 13 de mayo de 2015  | 107   |
| 8     | «Toni "En Problemas" Parra»                 | 14 de mayo de 2015  | 108   |
| 9     | «Tres Galletas y un Sanduche»               | 18 de mayo de 2015  | 109   |
| 10    | «Llueven Nachos»                            | 19 de mayo de 2015  | 110   |
| 11    | «... pero sigo siendo la Chef»              | 20 de mayo de 2015  | 111   |
| 12    | «Sally Pimienta»                            | 21 de mayo de 2015  | 112   |
| 13    | «Lola's Relax»                              | 25 de mayo de 2015  | 113   |
| 14    | «Carlos Lobo "apesta"»                      | 26 de mayo de 2015  | 114   |
| 15    | «Congélate o Bésame»                        | 27 de mayo de 2015  | 115   |
| 16    | «Castigo sin Cocina»                        | 28 de mayo de 2015  | 116   |
| 17    | «La Madrina»                                | 1 de junio de 2015  | 117   |
| 18    | «Carcajadas en la Comida»                   | 2 de junio de 2015  | 118   |
| 19    | «Nacho de Bergerac»                         | 3 de junio de 2015  | 119   |
| 20    | «Vamos con Todito a Lola's»                 | 4 de junio de 2015  | 120   |
| 21    | «A las 6 me convierto en calabaza»          | 8 de junio de 2015  | 121   |
| 22    | «Chismo-Nacho»                              | 9 de junio de 2015  | 122   |
| 23    | «LasAmigas»                                 | 10 de junio de 2015 | 123   |
| 24    | «La venganza se sirve fría»                 | 11 de junio de 2015 | 124   |
| 25    | «El vídeo viral de Lola's»                  | 15 de junio de 2015 | 125   |
| 26    | «La Madrina trabaja sola»                   | 16 de junio de 2015 | 126   |
| 27    | «El Hormiguero»                             | 17 de junio de 2015 | 127   |
| 28    | «Los ingredientes de la verdad»             | 18 de junio de 2015 | 128   |
| 29    | «Salsa/Swing/Cumbia/Ballet»                 | 22 de junio de 2015 | 129   |
| 30    | «¡Feliz cumpleaños, Chupis!»                | 23 de junio de 2015 | 130   |
| 31    | «Yo cocino, tú cocinas, ahora nadie cocina» | 24 de junio de 2015 | 131   |
| 32    | «Cambio de cocina»                          | 25 de junio de 2015 | 132   |
| 33    | «Te doy 3Ds por una A»                      | 29 de junio de 2015 | 133   |
| 34    | «El infierno de Dante»                      | 30 de junio de 2015 | 134   |
| 35    | «El gran escape de Sally Pimienta»          | 1 de julio de 2015  | 135   |
| 36    | «¿Quién le teme a Carlos Lobo feroz?»       | 2 de julio de 2015  | 136   |
| 37    | «¿Y ahora?»                                 | 6 de julio de 2015  | 137   |
| 38    | «El Ojo del Tigre»                          | 7 de julio de 2015  | 138   |
| 39    | «Preparados, listos... ¡trampa!»            | 8 de julio de 2015  | 139   |
| 40    | «Toni, la chef»                             | 9 de julio de 2015  | 140   |

## Premios y nominaciones
| Año  | Premiación                   | Categoría                 | Nominados             | Resultado |
| ---- | ---------------------------- | ------------------------- | --------------------- | --------- |
| 2015 | Kids Choice Awards México    | Programa o Serie Favorita | Toni, la Chef         | Nominado  |
| 2015 | Kids Choice Awards México    | Actriz Favorita           | Ana Maria Estupiñan   | Nominado  |
| 2015 | Kids Choice Awards México    | Actor Favorito            | Luis Álvarez Lozano   | Nominado  |
| 2015 | Kids Choice Awards México    | Villano Favorito          | Josette Vidal Restifo | Ganadora  |
| 2015 | Kids Choice Awards México    | Villano Favorito          | Jonathan Freudman     | Nominado  |
| 2015 | Kids Choice Awards Colombia  | Programa o Serie Favorita | Toni, la Chef         | Ganador   |
| 2015 | Kids Choice Awards Colombia  | Actriz Favorita           | Ana Maria Estupiñan   | Ganadora  |
| 2015 | Kids Choice Awards Colombia  | Actor Favorito            | Patricio Gallardo     | Nominado  |
| 2015 | Kids Choice Awards Colombia  | Actor Favorito            | Luis Álvarez Lozano   | Ganador   |
| 2015 | Kids Choice Awards Colombia  | Villano Favorito          | Josette Vidal Restifo | Ganadora  |
| 2015 | Kids Choice Awards Colombia  | Villano Favorito          | Jonathan Freudman     | Nominado  |
| 2015 | Kids Choice Awards Argentina | Programa favorito         | Toni, la chef         | Nominado  |
| 2015 | Kids Choice Awards Argentina | Actor Favorito            | Luis Álvarez Lozano   | Nominado  |
| 2015 | Meus Premios Nick            | Programa de TV favorito   | Toni, la chef         | Nominado  |

## Adaptaciones
La tuvo adaptación estadounidense titulada Talia in the Kitchen, también creada por Catharina Ledeboer. Está protagonizada Maria Quezada y Liam Obergfoll. La adaptación estrenó el 6 de julio de 2015 en los Estados Unidos y finalizó el 23 de diciembre del mismo año, después de 40 episodios. Esta adaptación se estrenó en Latinoamérica por internet el 5 de junio de 2017 y finalizó el 18 de septiembre del mismo año.